# Fred the Godson

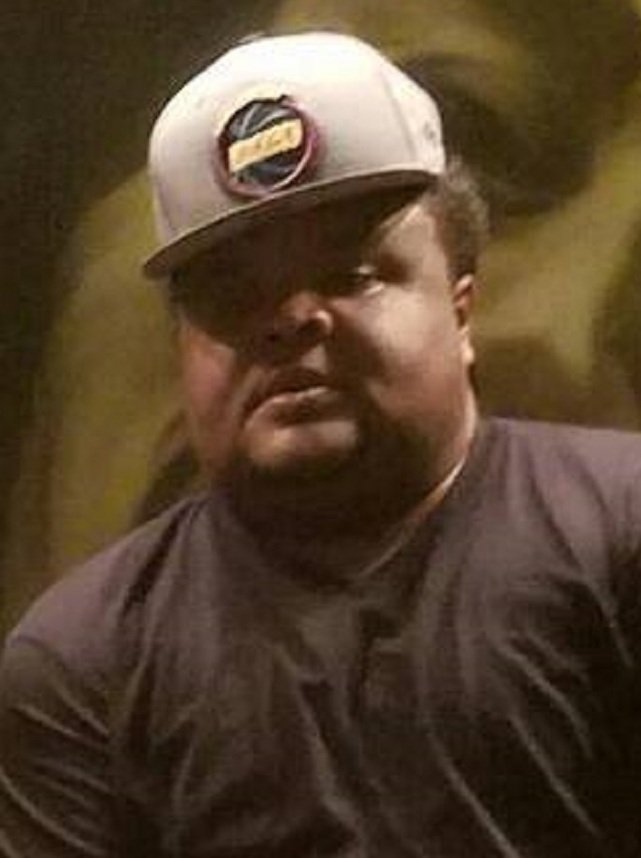
Fred the Godson (2016)

Fred the Godson (* 22. Februar 1985 in New York City; † 23. April 2020 ebenda; bürgerlich Fredrick Thomas) war ein US-amerikanischer Rapper.

## Leben und Karriere
Fredrick Thomas wuchs in der South Bronx auf, was ihm u. a. den Beinamen Big Bronx einbrachte, und war in der New Yorker Hip-Hop-Szene unterwegs. In den 2000er Jahren trat er in der New Yorker Rap-Szene als potenter Freestyler hervor, der referenzreiche Zeilen über Beats von Songs anderer Rapper darüber setzte. Schnell veröffentlichte er zwei beeindruckende Mixtapes – Armageddon im Jahr 2010 und City of God, Teil der Gangsta Grillz-Serie von DJ Drama, im Jahr 2011. Im gleichen Jahr wurde er in die Freshman Class des XXL Magazins aufgenommen, eine jährliche Auswahl von Hip-Hop-Nachwuchskünstlern.
In den zehn Jahren seither hat Fred the Godson kontinuierlich Musik veröffentlicht und ist regelmäßig aufgetreten. Er arbeitete u. a. zusammen mit Jadakiss, The Game, Kevin Gates, French Montana, Pusha T, Cam’ron und Diggy Simmons. Zusammen mit Jadakiss („Toast to hat“) und Pusha T („Doves Fly“) wurde er in den USA bekannt.
Am 6. April 2020 wurde er in das Mount Sinai Hospital in New York eingeliefert. Am 23. April 2020 starb er mit nur 35 Jahren während der COVID-19-Pandemie in New York City an den Folgen einer SARS-CoV-2-Infektion im Montefiore Medical Center.
Fred the Godson war verheiratet mit LeeAnn Jemmott; aus der Ehe stammen zwei Töchter.
Am 22. Februar 2021, was sein 36. Geburtstag gewesen wäre, ehrte Rubén Díaz Jr. Fred, indem er ihm seinen eigenen Straßennamen im Block seines Elternhauses gab, in dem er aufgewachsen war. Besondere Auftritte gab es von Sway Calloway, Fat Joe, Jim Jones, Jaquae, Mysonne und Justina Valentine.

## Diskografie
- 2010: Armageddon
- 2011: DJ Drama - City Of God (Gangsta Grillz)
- 2012: Gordo Frederico
- 2014: Fat Boy Fresh
- 2016: Contraband II “God Help Us All”
- 2017: Gordo
- 2019: God Level
- 2019: Gorilla Glue (mit The Heatmakerz und Joell Ortiz)
- 2020: Training Day
- 2021: Payback
- 2021: Godson
- 2021: Ascension